# Callicentrus farri
Callicentrus farri är en insektsart som beskrevs av Ramos 1989. Callicentrus farri ingår i släktet Callicentrus och familjen hornstritar. Inga underarter finns listade i Catalogue of Life.